# Rouses Point
Rouses Point – wieś w Stanach Zjednoczonych, w stanie Nowy Jork, w hrabstwie Clinton.